# Evidence (film, 1995)
Pour plus de détails, voir Fiche technique et Distribution.
Evidence est un court métrage documentaire américain de Godfrey Reggio sorti en 1995. Sur une musique de Philip Glass (Façades, tiré de Glassworks), le film est une vision obsédante, d'enfants regardant la télévision.